# Aristóteles de Argos
Aristóteles de Argos o Aristóteles el Dialéctico (en griego antiguo: Ἀριστοτέλης; fl. siglo III a. C.), fue un antiguo filósofo griego dialéctico de Argos. En el 252 a. C., junto con el historiador Dinias de Argos, tramó un complot para derrocar la tiranía de Sición. Consiguieron matar al tirano Abántidas, pero sus planes posteriores fueron frustrados por el padre del tirano, Paseas, que tomó el control de la ciudad. Dinias logró escapar a Argos, pero el destino de Aristóteles es incierto.
En el año 224 a. C. un amigo de Arato de Sición llamado Aristóteles pertenecía al grupo de Argos que se rebeló contra Cleómenes III de Esparta, llevando a la ciudad de vuelta a la Liga Aquea. Aunque no se puede excluir que se trate de la misma persona, parece más probable que este Aristóteles fuera un hijo o un pariente del Dialéctico.